# Čip
Čip je u elektronici naziv za komponentu dobivenu rezanjem pločice poluvodiča (wafer) na kojoj se istovremeno proizvodi veći broj jednakih komponenti, a prije nego što se ugradi u kućište. Iako je ta tehnologija uvedena već kod proizvodnje silicijevih planarnih tranzistora, pojam je postao popularan kao sinonim za integrirani krug, a posebno mikroprocesor.
Ponekad se pojam čip koristi i za ostale komponente kada se ugrađuju u obliku bez kućišta i izvoda, kao npr. kondenzatore.
Integrirani se krugovi u obliku čipa ugrađuju i direktno spajaju na tiskanu pločicu obično kod masovne proizvodnje minijaturnih uređaja kao što su ručni satovi i elektroničke igračke, jer se tako pored manjih dimenzija postiže i niža cijena.